# Comitato Tricolore per gli Italiani nel Mondo
Il Comitato Tricolore per gli Italiani nel Mondo, abbreviato CTIM, è un'associazione italiana fondata nel 1968, con lo scopo di rafforzare i legami fra le comunità di italiani nel mondo e l'Italia, da Mirko Tremaglia, D. Capotondi, D. Gila, O. Gila, R. Innocenzi, C. Lattanzi, F. Massobrio, M. Milletti e M. Nardi.  Tra le personalità dell'epoca che appoggiarono e sostennero i fini dell'associazione si ricordano Giuseppe Prezzolini, monsignor Arrigo Pintonello e le medaglie d'oro Angelo Bastiani, Annibale Bergonzoli, Ernesto Botto, S. Bussoni, U. De Cesaris, B. Pastorini, A. Ugolini, Giuseppe Valle,  A. Vidussoni, G. Zigiotti. Anche il mondo accademico e della cultura sostenne questa associazione con i professori: Giorgio Del Vecchio, Giorgio Alberto Chiurco; lo storico Gioacchino Volpe; i giornalisti: Alberto Giovannini, Piero Buscaroli, Giorgio Nelson Page; nonché i generali: Salvatore Castagna, Carlo Calvi di Bergolo, Giovanni de Lorenzo e Aldo Marchesi; il dr. Piero Parini; il prof. Amilcare Rossi; i diplomatici: Luca Pietromarchi, Alberto Mellini Ponce de Leon e Giovanni Capasso Torre oltre al sen. Ezio Maria Gray ed il commediografo Giovacchino Forzano.

## Storia
Nel 1968  il Comitato Tricolore per gli Italiani nel Mondo, viene fondato con lo scopo di difendere gli interessi in patria della diaspora italiana e promuovere il diritto di voto per gli italiani all'estero.
Il 30 maggio 1970 giunsero per la prima volta dall'estero in Italia i Treni Tricolore organizzati per gli italiani residenti all'estero affinché fossero favoriti nel rientro per poter votare.
Nel 2001 Tremaglia diventa ministro per gli italiani nel mondo e grazie al suo storico impegno a favore degli italiani nel mondo, il Parlamento vota a larghissima maggioranza, la legge costituzionale 27 dicembre 2001, n. 459 Norme per l'esercizio del diritto di voto dei cittadini italiani residenti all'estero che cambia le modalità relative all'esercizio del diritto di voto degli italiani che vivono all'estero modificando gli articoli 48, 56 e 57 della Costituzione: per le elezioni politiche viene creata la circoscrizione estero, formata da 12 deputati e 6 senatori.
Alle elezioni politiche del 2006, prima competizione elettorale nazionale svoltasi dopo l'entrata in vigore della Legge che porta il proprio nome, Tremaglia crea una lista elettorale che presenta nella circoscrizione estero detta Per l'Italia nel Mondo con Tremaglia, nella quale vengono candidati vari esponenti del Comitato, ma viene eletto solo un deputato, Giuseppe Angeli, nella ripartizione America Meridionale.
Alle elezioni politiche del 2008 invece gli esponenti del Comitato vengono candidati nelle liste del Popolo della Libertà e vengono eletti: alla Camera Giuseppe Angeli nella ripartizione America Meridionale e Aldo Di Biagio in quella Europa; al Senato Nicola Di Girolamo in Europa.
Il 30 dicembre 2011 Tremaglia muore e l'on. Roberto Menia diventa segretario generale del Comitato.
Alle elezioni politiche del 2013 il CTIM sostenne propri associati nella lista Con Monti per l'Italia; risultarono eletti nella circoscrizione Europa un deputato ed un senatore.
Il CTIM è presente con proprie sedi sparse in tutto il mondo. Svolge attività sociale e culturale tendente alla valorizzazione dei legami tra l'Europa, l'Italia ed i cittadini italiani all'estero curando, tra l'altro, il collegamento e l'integrazione delle comunità, lo scambio inteculturale e la difesa del diritto di cittadinanza.
L'assemblea generale di ottobre 2017 elegge Presidente del CTIM l'italo americano Com. Vincenzo Arcobelli.